# Liptovské Kľačany
Liptovské Kľačany – wieś (obec) na Słowacji położona w kraju żylińskim, w powiecie Liptowski Mikułasz. Znajduje się w Kotlinie Liptowskiej, u północnych podnóży Niżnych Tatr. Pierwsza pisemna wzmianka o miejscowości pochodzi z 1474 roku.

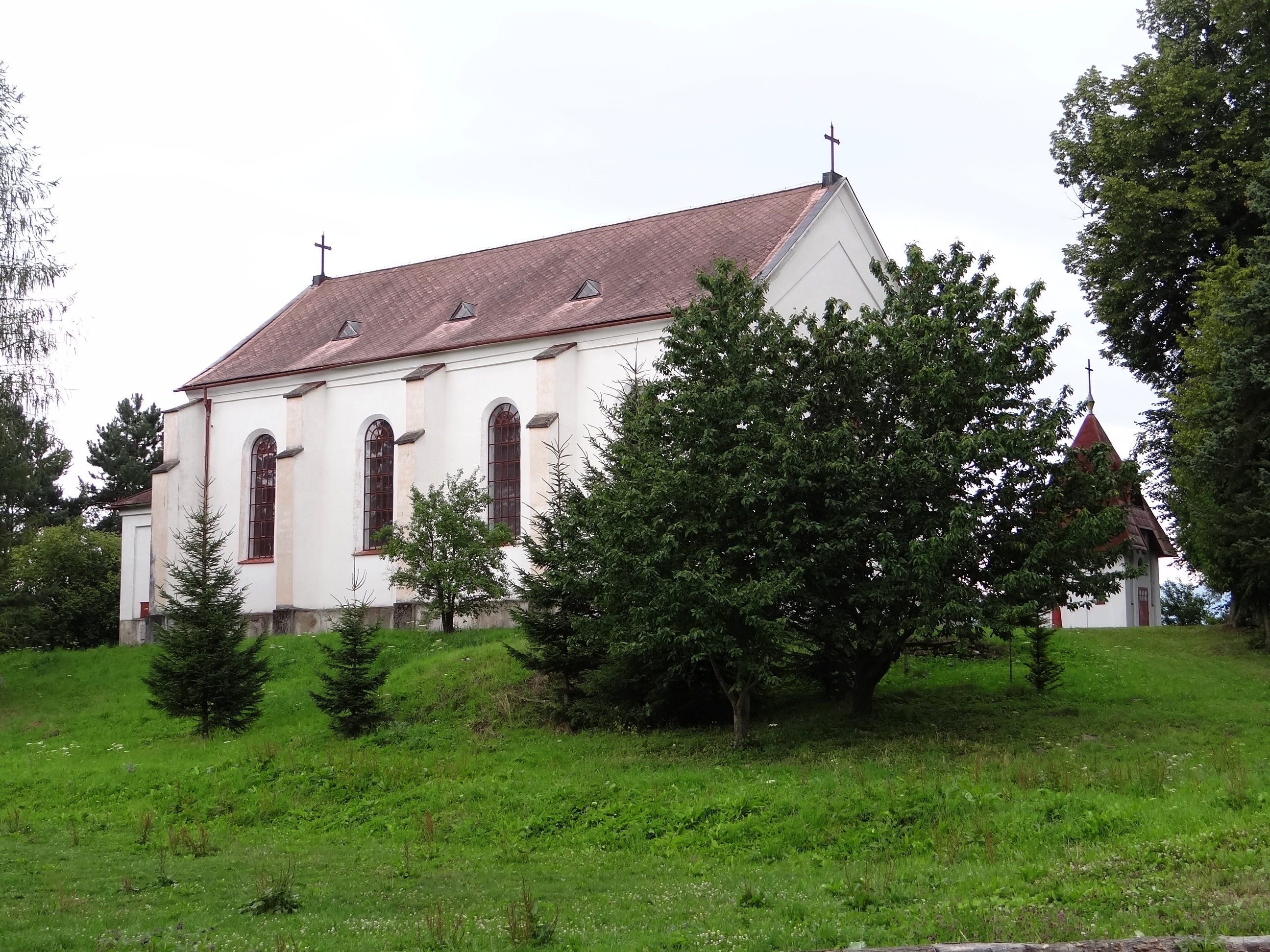
Kościół rzymskokatolicki pw. św. Elżbiety